# Rt Oštra
Koordinati:   42°23′33″N, 18°31′56″E
Rt Oštra leži na južnodalmatinskem polotoku Prevlaka pred vstopom v Boko Kotorsko, pripada Hrvaški.
Rt Oštra je najjužnejša točka polotoka Prevlaka in obenem najjužnejša točka Dalmacije. Dolžina rta je okoli 2,5 km, širina pa od 170 do 480 metrov. Njegova površina meri okoli 1 km².  Na skrajni južni točki rta stoji svetilnik, ki oddaja svetlobni signal: B DB(2) 10 s. Nazivni domet svetilnika je 18 milj.
Položaj Prevlake ima zelo velik geostrateški pomen, zato je bil vse od leta 1955 zaradi vojaških razlogov zaprto območje. Po razglasitvi neodvisnosti Hrvaške 1991 je tedanja JLA Prevlako okupirala. Po umiku JLA je bila na polotoku vzpostavljena demilitarizirana cona pod nadzorom Združenih narodov. Mirovna misija je bila končana konec leta 2002, ko je polotok dokončno postal del Hrvaške.